# Elvin Bishop
Elvin Bishop (Glendale, 21 oktober 1942) is een Amerikaanse bluesrockmuzikant (zang, gitaar).

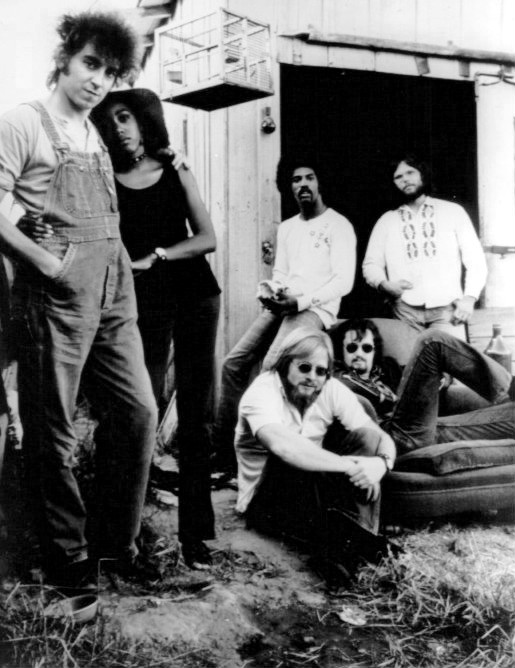
Elvin Bishop met band in 1975

## Carrière
Bishop bracht de eerste jaren van zijn leven door op een boerderij in Iowa zonder stroom en stromend water. Op 10-jarige leeftijd verhuisde hij met zijn familie naar Oklahoma, waar hij opgroeide in een omgeving met alleen blanke mensen, zodat hij slechts weinig 'zwarte' muziek kreeg te horen. Op een dag werd hij opmerkzaam door het mondharmonicaspel van Jimmy Reed op de radio. Omdat hij echter geen verbinding had met het zwarte bluescircuit, duurde het nog een tijd voordat hij deze muziek zou ontdekken.
In 1959 verhuisde hij naar Chicago om daar de universiteit te bezoeken. Hij raakte snel bevriend met enkele Afro-Amerikanen en bevond zich spoedig midden in het bluescircuit van Chicago. Twee jaar later ontmoette hij Smokey Smothers, die hem leerde spelen op de bluesgitaar. Tijdens de vroege jaren 1960 raakte hij bevriend met Paul Butterfield. Beiden begonnen spoedig samen op te treden in het openbaar. Nadat ze in 1963 een baan hadden aangenomen in de North Side van Chicago, werden ze plaatselijk bekend. Het echte succes diende zich aan met de Paul Butterfield Blues Band. Bishop is op alle vroege BBB-albums te horen, totdat hij in 1968 afscheid nam van de band. Hij verhuisde naar San Francisco, waar hij onder andere speelde met Eric Clapton, Jimi Hendrix en B.B. King.
In 1969 richtte hij de Elvin Bishop Group op. Nog in hetzelfde jaar verscheen het debuutalbum The Elvin Bishop Group, gevolgd door Feel It! (1970) en Rock My Soul (1972). In 1974 verscheen dan het album Let It Flow met de single Traveling Shoes, die voor de eerste keer in de hitlijst kwam. Na de productie Juke Joint Jump (1975) verscheen nog in hetzelfde jaar het album Struttin' My Stuff. De single Fooled Around and Fell in Love (1976) van dit album lukte de doorbraak tot de hogere regionen van de hitlijsten.
In Nederland was de plaat op 18 maart 1976 Alarmschijf, destijds op de donderdag bij de TROS op Hilversum 3. De plaat werd een hit en bereikte de 8e positie in de Nederlandse Top 40 en de 11e positie in de Nationale Hitparade. In België bereikte de plaat de 29e positie in de Vlaamse Radio 2 Top 30. 
Op het album Raisin' Hell (1977) is een van de meest bezochte live-concerten van de band vastgelegd. Na Hog Heaven (1978), Is You Is or Is You Ain't My Baby (1981) en een Best Of-compilatie uit 1979 werd de band uiteindelijk ontbonden. 
Pas in 1988 meldde Bishop zich terug met het album Big Fun bij Alligator Records. Er volgden Don't Let the Bossman Get You Down (1991), Ace in the Hole (1995), The Skin I'm In (1998), Hometown Boy Makes Good (1999), de live-albums That's My Partner! (2000), King Biscuit Flower Hour Presents in Concert (2001) en From the Front Row:Live (2003) en uiteindelijk Party Till the Cows Come Home (2004) en Gettin' My Groove Back (2005). In 1995 was Bishop op tournee met B.B. King en hij hield zich ondertussen ook bezig als studiomuzikant, onder andere voor John Lee Hooker en Clifton Chenier.

## Discografie
- 1969:	The Elvin Bishop Group (Sundazed)
- 1970:	Feel It! (Sundazed)
- 1972:	Rock My Soul (Epic Records)
- 1972: The Best Of Elvin Bishop: Crabshaw Rising
- 1974:	Let It Flow	(Capricorn Records)
- 1975:	Juke Joint Jump (Capricorn Records)
- 1975:	Struttin' My Stuff (Capricorn Records)
- 1976:	Hometown Boy Makes Good! (Capricorn Records)
- 1977:	Raisin' Hell [live]	(Capricorn Records)
- 1978:	Hog Heaven (Capricorn Records)
- 1981:	Is You Is or Is You Ain't My Baby
- 1988:	Big Fun! (Alligator)
- 1991:	Don't Let the Bossman Get You Down!	(Alligator)
- 1992: Sure Feels Good: The Best Of Elvin Bishop
- 1992: 20th Century Masters: The Millennium Collection...
- 1994: Tulsa Shuffle: The Best Of Elvin Bishop
- 1995:	Ace in the Hole (Alligator)
- 1997: The Best Of Elvin Bishop
- 1998:	The Skin I'm (Alligator)
- 2000:	That's My Partner! [live] (Alligator)
- 2001:	King Biscuit Flower Hour Presents in Concert [live]	(King Biscuit Entertainment)
- 2001: Extended Versions (Collectables Records)
- 2002: 20th Century Masters (Universal Records)
- 2003: Ace in the Hole (Alligator)
- 2003: Feel It! (Sundazed)
- 2003: That's My Partner! (met Little Smokey Smothers) (Alligator)
- 2004:	Party Till the Cows Come Home (Acadia)
- 2004: Best of Elvin Bishop (Universal Special Products)
- 2004: Fillmore & Epic Recordings (Evangeline)
- 2004: Extended Versions
- 2005:	Gettin' My Groove Back (Blind Pig Records)
- 2006: Best of Elvin Bishop (Umvd)
- 2007:	Booty Bumpin': Recorded Live (Blind Pig Records)
- 2008:	The Blues Rolls On (Delta Groove Productions) - Grammy Awards 2009 nominatie
- 2008: Tulsa Shuffle-the Best of Elvin Bishop (Blue Label) (SPV)
- 2009: Juke Joint Jump/Struttin' My Stuff (Raven)
- 2010:	Red Dog Speaks (Delta Groove Music)
- 2010: Booty Bumpin Live (Blind Pig)
- 2011: Raisin' Hell Revue (live) (Delta Groove Music)
- 2014: Can't Even Do Wrong Right (Alligator)
- 2017: Elvin Bishop's Big Fun Trio

Gastoptredens
- 1968: I Stand Alone - Al Kooper
- 1969: Live Adventures of Mike Bloomfield and Al Kooper - Al Kooper & Mike Bloomfield
- 1972: Never Get Out of the Blues Alive - John Lee Hooker
- 1974: Out West - Clifton Chenier
- 1974: Waitress in a Donut Shop - Maria Muldaur
- 1976: 20th Anniversary of Rock N' Roll - Bo Diddley
- 1977: Flip, Flop & Fly - Doug Kershaw
- 1991: Alligator Records 20th Anniversary Collection - Various Artists
- 1992: Back to Back: Elvin Bishop/Wet Willie - Elvin Bishop/Wet Willie
- 1993: Alligator Records 20th Anniversary Tour
- 1994: 3 Harp Boogie - James Cotton
- 1995: Let's Work Together Live - George Thorogood & the Destroyers
- 2000: Chill - Rusty Zinn
- 2000: King of the Highway - Norton Buffalo & the Knockouts
- 2004: Ladies Man -	Pinetop Perkins
- 2004: Livin' with the Blues Vassar Clements
- 2008: Command Performance - Legendary Rhythm & Blues Revue
- 2008: Midnight Blues - Magic Slim & the Teardrops

DVD
- 2001: From the Front Row - King Biscuit Flower Hour Presents In Concert

### NPO Radio 2 Top 2000
| Nummer met noteringen in de NPO Radio 2 Top 2000 | '99  | '00  | '01  | '02  | '03  | '04  | '05  | '06  | '07 | '08  |
| ------------------------------------------------ | ---- | ---- | ---- | ---- | ---- | ---- | ---- | ---- | --- | ---- |
| Fooled Around and Fell in Love                   | 1212 | 1208 | 1011 | 1419 | 1626 | 1990 | 1735 | 1907 | -   | 1918 |

1. ↑  Een '-' betekent dat het nummer niet was genoteerd en een vetgedrukt getal geeft de hoogste notering aan.
2. ↑  Deze tabel is bijgewerkt tot en met de laatste editie (2024).

- Bibsys: 10068275
- Bibliothèque nationale de France: cb13942535g (data)
- Gemeinsame Normdatei: 134329929
- International Standard Name Identifier: 0000 0000 7364 4035
- Library of Congress Control Number: n91087670
- MusicBrainz: b1768592-294e-4e15-a892-eb8837dec3e4
- Nationale Bibliotheek van Tsjechië: xx0199432
- Nationale Bibliotheek van Israël: 987007401210705171
- Istituto Centrale per il Catalogo Unico: LO1V359370
- SNAC: w6cr85qb
- Système universitaire de documentation: 161835694
- Virtual International Authority File: 17412783